# Jaguar S-Type
Jaguar S-Type – samochód osobowy klasy średniej-wyższej produkowany przez brytyjską markę Jaguar w latach 1999 – 2007.

## Historia i opis modelu

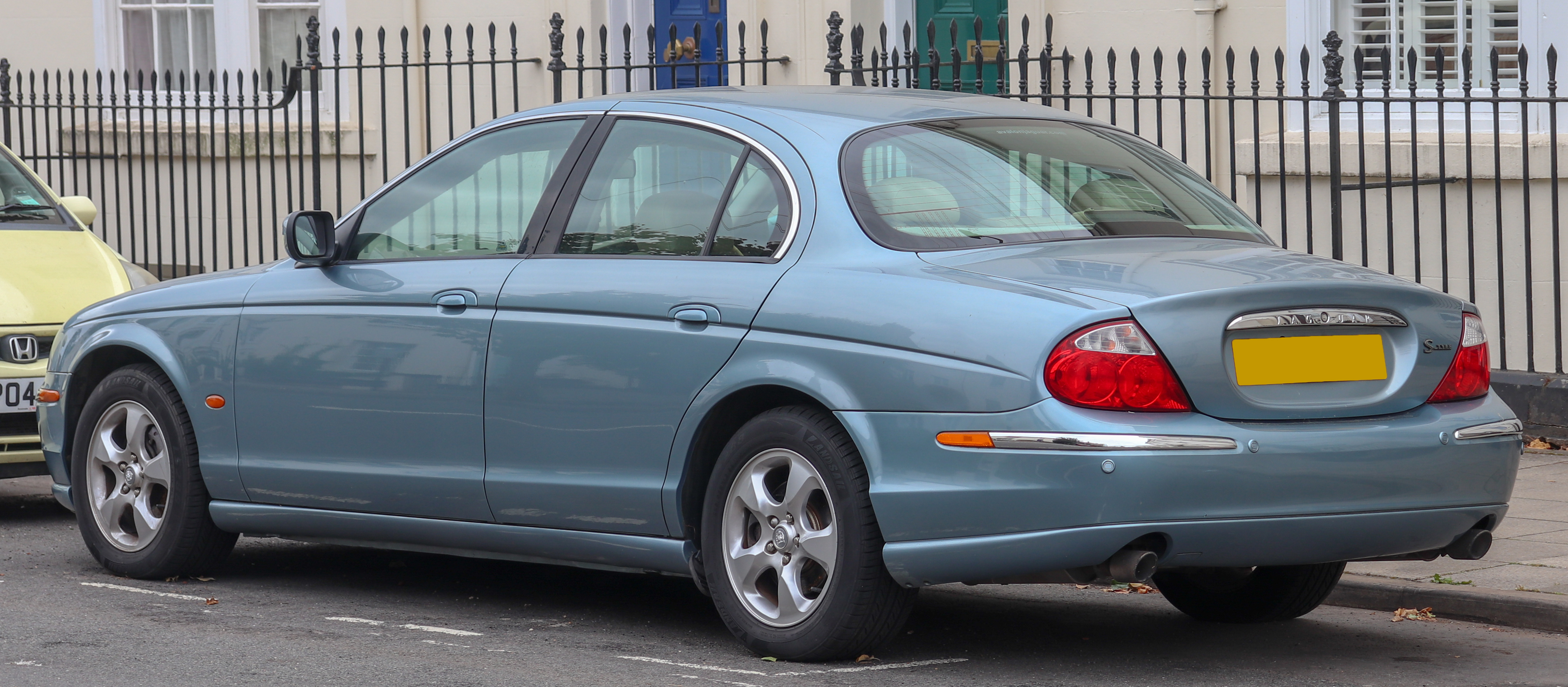
Jaguar S-Type - tył

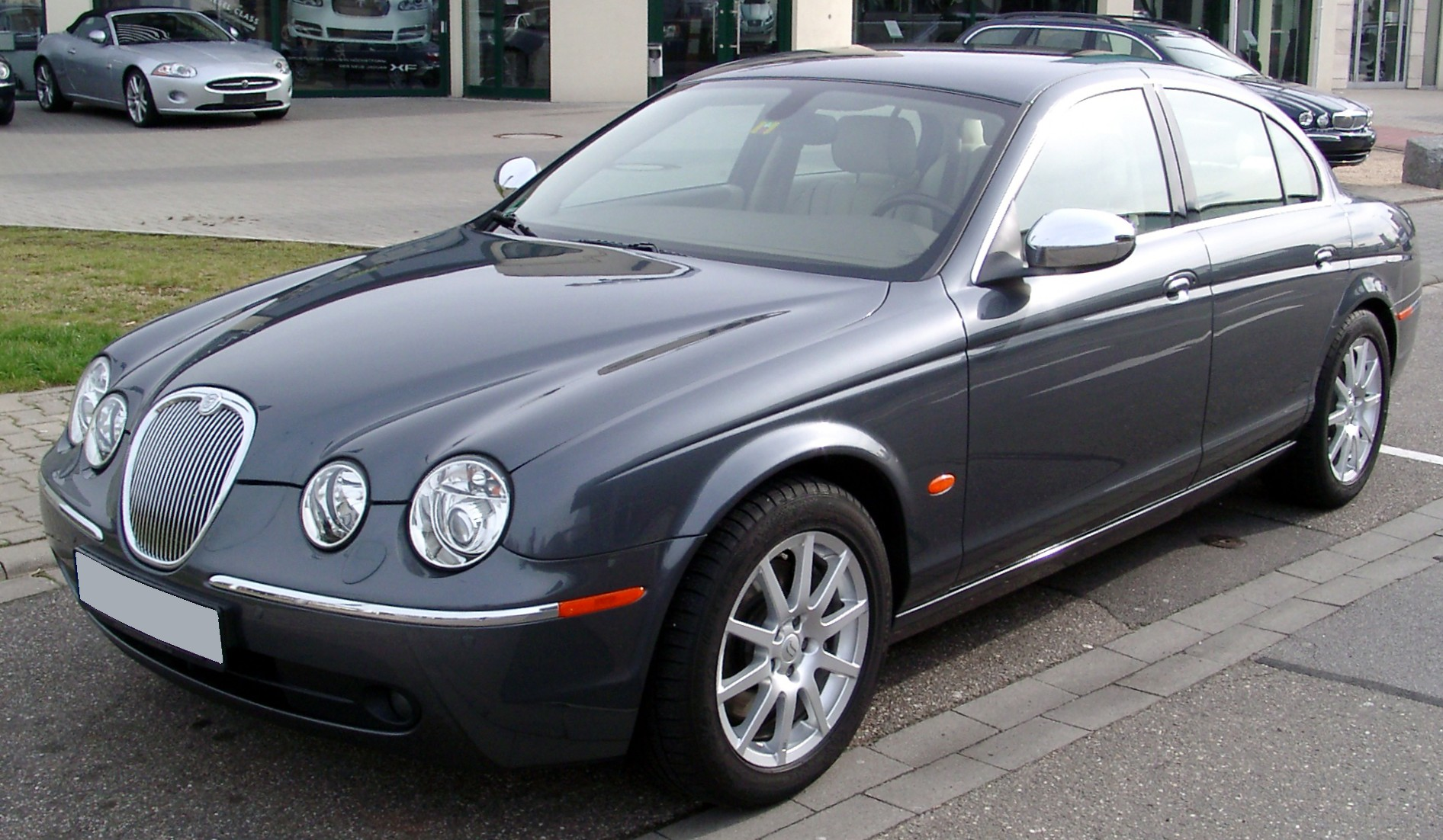
Jaguar S-Type po liftingu

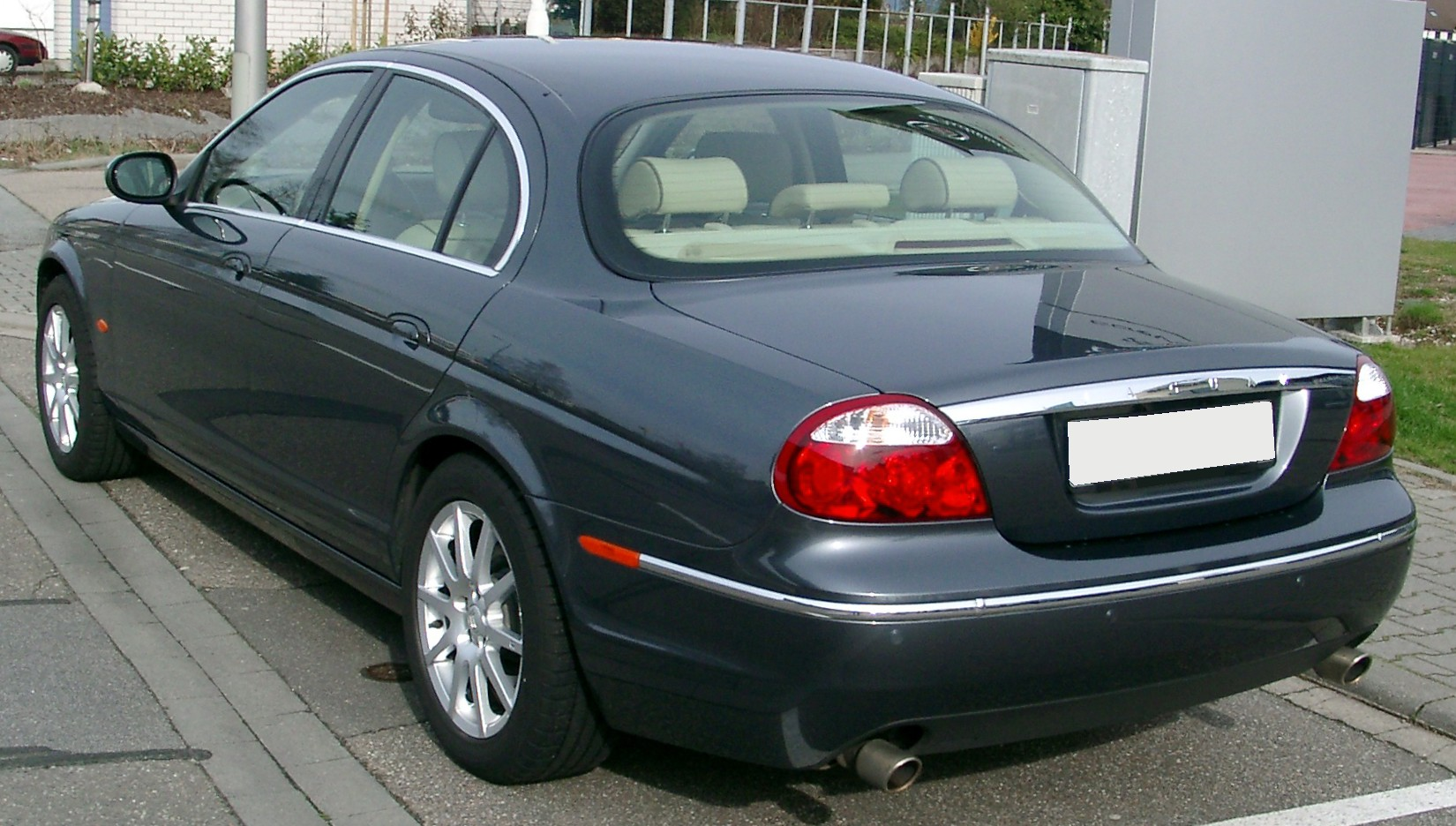
Jaguar S-Type - tył po liftingu

Pojazd został zaprezentowany podczas targów motoryzacyjnych w Birmingham, a swoją nazwę odziedziczył po poprzedniku z 1963 roku. Historia modelu S-Type sięga lat 60. XX wieku. Z fabryk marki wyjechały wtedy pierwsze egzemplarze S-Type oparte na modelu Mark II. Była to luksusowa limuzyna o charakterystycznym designie. 
Pojazd z 1999 roku został zbudowany na płycie podłogowej koncernu Ford o nazwie DEW i posiada okrągłe reflektory, charakterystyczne przetłoczenia na masce oraz płaską pokrywę bagażnika. W 2002 roku auto przeszło modyfikację przedniego zawieszenia poprawiając jego trwałość oraz trakcję. Zmieniono także atrapę chłodnicy oraz zestaw wskaźników. W tym samym roku do oferty wprowadzono 395-konny silnik w usportowionej wersji R.
W 2004 roku auto przeszło delikatny lifting. Nowy kształt otrzymała atrapa chłodnicy, pokrywę silnika wykonano z aluminium. Z tyłu pojazdu zmieniono pokrywę bagażnika, reflektory oraz zderzak. 
W latach 2006 i 2008 zmieniano m.in. wzory i rozmiary felg, kolorystykę wnętrza oraz standard wyposażenia.

### Wersje wyposażeniowe
- Sport
- S-Type R

Standardowe wyposażenie pojazdu obejmuje m.in. komplet poduszek powietrznych, system audio, klimatyzację automatyczną, kierownicę wielofunkcyjną, elektrycznie regulowaną kolumnę kierownicy, elektryczne sterowanie szyb, Elektryczne sterowanie lusterek, komputer pokładowy.
Opcjonalnie pojazd wyposażyć można było w m.in. aktywne zawieszenie CATS, podgrzewaną przednią szybę, nagłośnienie firmy Alpine, system multimedialny z dotykowym ekranem, nawigacją oraz tunerem telewizyjnym.

### Dane techniczne
| Wersja                | Silnik:                              | Układ zasilania:   | Średnica × skok tłoka: | St. sprężania:     | Moc maksymalna:                    | Maks. moment obrotowy      | 0-100 km/h:        | V-max:             |
| Silniki benzynowe:    | Silniki benzynowe:                   | Silniki benzynowe: | Silniki benzynowe:     | Silniki benzynowe: | Silniki benzynowe:                 | Silniki benzynowe:         | Silniki benzynowe: | Silniki benzynowe: |
| --------------------- | ------------------------------------ | ------------------ | ---------------------- | ------------------ | ---------------------------------- | -------------------------- | ------------------ | ------------------ |
| 2.5                   | V6 2,5 l (2498 cm³), DOHC            | wtrysk             | 81,65 mm × 79,50 mm    | 10,5:1             | 204 KM (150 kW) przy 6800 obr./min | 250 N•m przy 4500 obr./min | 8,6 s              | 228 km/h           |
| 3.0                   | V6 3,0 l (2967 cm³), DOHC            | wtrysk             | 89,00 mm × 79,50 mm    | 10,5:1             | 243 KM (179 kW) przy 6800 obr./min | 300 N•m przy 4500 obr./min | 7,6 s              | 237 km/h           |
| 4.0                   | V8 4,0 l (3996 cm³), DOHC            | wtrysk             | 86,00 mm × 86,00 mm    | 10,75:1            | 285 KM (210 kW) przy 6100 obr./min | 390 N•m przy 4300 obr./min | 7,1 s              | 240 km/h           |
| 4.2                   | V8 4,2 l (4196 cm³), DOHC            | wtrysk             | 86,00 mm × 96,30 mm    | 11,0:1             | 304 KM (224 kW) przy 6000 obr./min | 420 N•m przy 4100 obr./min | 6,5 s              | 250 km/h           |
| 4.2 R                 | V8 4,2 l (4196 cm³), DOHC, kompresor | wtrysk             | 86,00 mm × 96,30 mm    | 9,1:1              | 395 KM (291 kW) przy 6100 obr./min | 541 N•m przy 3500 obr./min | 5,6 s              | 250 km/h           |
| Silniki wysokoprężne: |                                      |                    |                        |                    |                                    |                            |                    |                    |
| 2.7D                  | V6 2,7 l (2720 cm³), DOHC, turbo     | wtrysk common rail | 81,00 mm × 88,00 mm    | 17,3:1             | 207 KM (152 kW) przy 4000 obr./min | 435 N•m przy 1900 obr./min | 8,5 s              | 229 km/h           |